# Halicz (stacja kolejowa)
Halicz (ukr. Галич, ros. Галич) – stacja kolejowa w miejscowości Halicz, w rejonie iwanofrankiwskim, w obwodzie iwanofrankiwskim, na Ukrainie. Położona jest na linii Lwów – Czerniowce.
Stacja powstała w czasach Austro-Węgier na drodze żelaznej lwowsko-czerniowiecko-suczawskiej, pomiędzy stacjami Bursztyn i Jezupol. Dawniej zaczynała się tu linia do Podwysokiego, gdzie łączyła się z linią Stryj - Tarnopol.